# Феоктистов, Игорь Леонтьевич
Феоктистов Игорь Леонтьевич (1928—2013) — спортсмен (гребля на байдарках и каноэ). Один из первопроходцев Олимпийских игр, участник Летних Олимпийских игр 1952 года, Мастер спорта СССР (1950), чемпион СССР (1953, 1955, 1957), серебряный и бронзовый призер Чемпионата Европы (1957) (четверка, 1000 м и 10 км). Участник Чемпионата Мира по гребле на байдарках и каноэ (1958 (двойки, 500 м (9 место), четверки, 10 км (5 место)).

## Биография
Родился в 1928 году. Окончил Казанский национальный исследовательский технический университет имени Туполева. Занимался в спортивном клубе «Динамо» (Казань, Нижни
В 1952 году на Летних Олимпийских играх 1952 года дебютировал СССР под эгидой МОК.
Одними из первопроходцев стали Игорь Феоктистов и Николай Тетеркин, которые заняли десятое место в байдарке-двойке на дистанции 10 километров.
Позднее, в 1957 году, Игорь Феоктистов стал серебряным бронзовым призером Чемпионата Европы (1957) (четверка, 1000 м и 10 км). В 1958 году принял участие в Чемпионате Мира по гребле на байдарках и каноэ, где занял 5 и 9 места.
Умер в 2013 году.